# Arbnor Fejzullahu
Arbnor Fejzullahu (en serbio: Арбнор Фејзулаху; Preševo, 8 de abril de 1993) es un futbolista albanés que juega en la demarcación de defensa.

## Selección nacional
Tras jugar en las filas de la selección sub-19 y sub-21, finalmente debutó con la selección de fútbol de Albania el 13 de junio de 2015 en un partido amistoso contra Francia que finalizó con un resultado de 1-0 a favor del combinado albanés tras el gol de Ergys Kaçe en el minuto 43.

## Clubes
| Club                      | País    | Año       | Partidos | Goles |
| ------------------------- | ------- | --------- | -------- | ----- |
| Besa Kavajë               | Albania | 2011-2014 | 80       | 2     |
| FK Partizani Tirana       | Albania | 2014-2018 | 110      | 2     |
| Neuchâtel Xamax FC        | Suiza   | 2018-2019 | 8        | 0     |
| F. C. Rapperswil-Jona     | Suiza   | 2020-2023 | 31       | 3     |
| F. C. Freienbach (cedido) | Suiza   | 2023      | 12       | 0     |